# Goniothalamus yunnanensis
Goniothalamus yunnanensis este o specie de plante din genul Goniothalamus, familia Annonaceae, descrisă de Wen Tsai Wang. Conform Catalogue of Life specia Goniothalamus yunnanensis nu are subspecii cunoscute.